# Sarah Höfflin
Sarah Höfflin, född 8 januari 1991 i Genève, är en schweizisk freestyleåkare.
Höfflin gjorde sin världscupdebut den 11 november 2016 i Milano där hon tog en sjundeplats i big air. Hon tog sin första världscupseger i januari 2017 i Seiser Alm och vann också den samlade världscupen i slopestyle 2016/2017.
I januari 2018 tog Höfflin guld i big air vid X-Games i Aspen och vid olympiska vinterspelen 2018 tog hon en guldmedalj i slopestyle.